# 毅傳媒
毅傳媒是一家臺灣的中文網路媒體，總部位於臺北市內湖區，並於2022年改名壹傳媒，由璩美鳳擔任總編輯。
毅傳媒於2019年12月上線，主打揭弊與八卦新聞。2022年傳出董事長巫俊毅拖欠職員超過5個月薪水，被員工投訴至臺北市政府勞動局；直到2022年4月董事會才將巫解職並全面改選董監事，最後由聯華電子榮譽副董事長宣明智之子宣昶有出任董事長，公司代表人則由股東黃少鋒出任之後再換宣昶有負起全部法律責任，之後便將名稱改為壹傳媒。

## 爭議新聞

### 原董座經營不當遭告背信、偽造文書
2021年5月，員工傳出毅傳媒欠薪，董事長巫俊毅因此遭董事會解職，由新負責人宣昶有接手，結果發現毅傳媒更大漏洞：先是毅傳媒對外有近新台幣3000萬元債務未清償，後有內部資產點交大批設備憑空消失，原有攝影裝置367台只找到154台、原119電腦設備件剩66件。事發後，新董事長宣昶有控告巫俊毅背信和偽造文書。

### 巫俊毅疑似遭誣陷買毒
2021年初，四海幫小弟運送毒品被逮，並指控巫俊毅購買大麻。巫俊毅先是因依不正當程序被檢調調查，懷疑自己遭司法機關設局，又不滿承辦檢察官不願透露姓名與拖延寄發約談通知書，因此對外抨擊法務部調查局野蠻行事。4月27日，巫俊毅赴調查局應訊結束後表示，自己現在事情牽涉到政二代、警二代還有富二代，並表示：「尤其那個富二代，我們走著瞧！」
6月24日，檢調單位查出四海幫成員並起訴後發現，宣昶有曾任董事長的宣捷幹細胞曾分3次匯款新台幣16萬4706元到被告帳戶；因此檢調懷疑，宣昶有是整起事件的幕後影武者。但台北地檢署調查後，考量被告未指認宣昶有教唆，認定宣昶有罪證不足，不起訴處分。